# Cerro Blanco (Santa Cruz)
Cerro Blanco era una localidad rural argentina del departamento Deseado en la provincia de Santa Cruz.  Aunque no hay registro que detentó un centro poblacional con forma de pueblo, las estancias que rodean la zona de la estación conformaron un tipo de localidad con población rural dispersa. 

## Toponimia
El nombre proviene de su estación; que su vez recuerda un cerro salitroso que existe en las cercanías. Además, de su color blanco por la sal natural, también permanece parte del año con nieve. Es una de las pocas estaciones que conservó el nombre original que se le propuso. Esta denominación se impuso en forma definitiva el 8 de octubre de 1914 por un decreto presidencial dictado en reemplazo de la progresión kilométrica que hasta ese tiempo imperaba.

## Historia

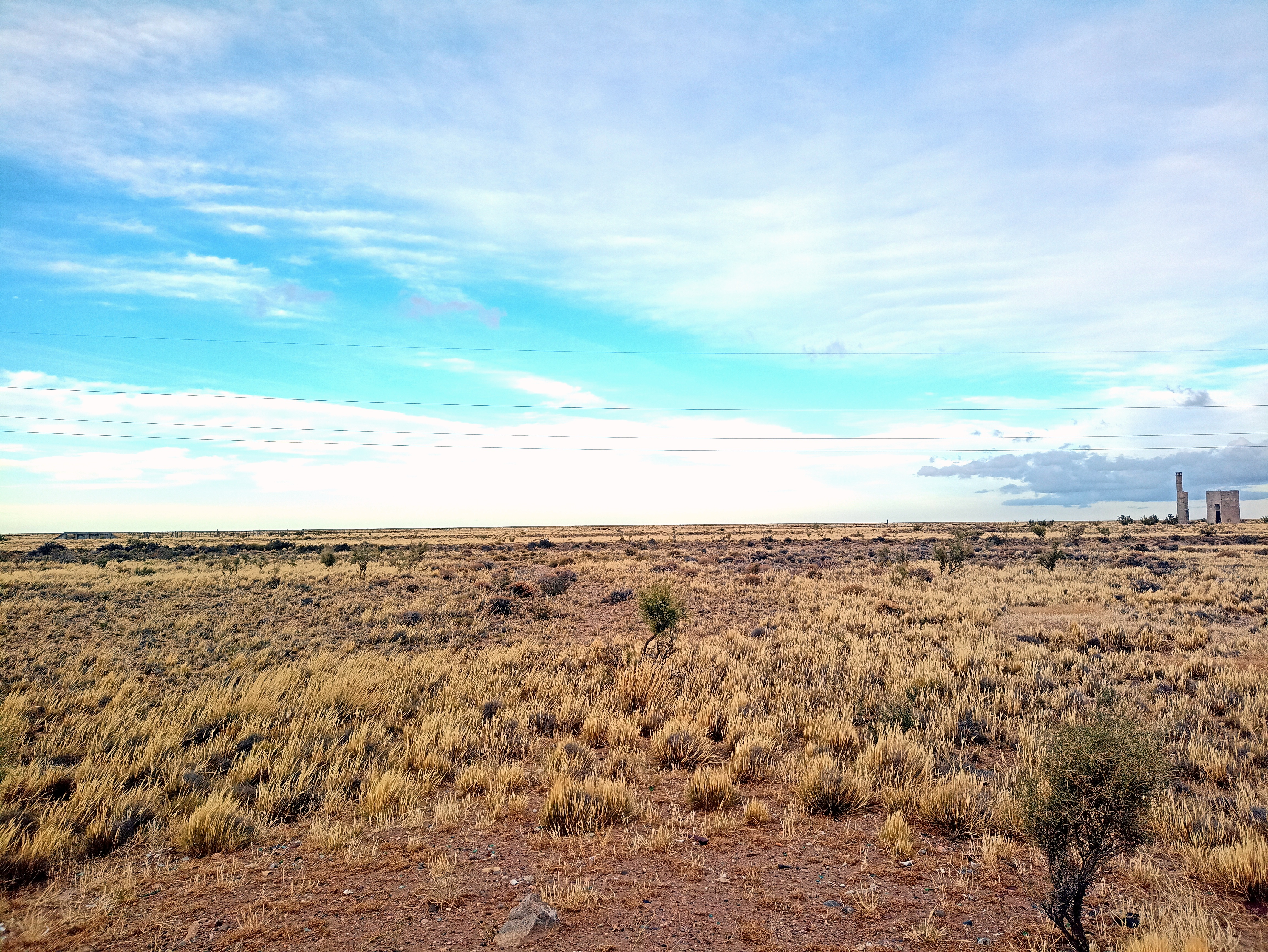
Todas las instalaciones de Cerro Blanco.

La localidad comenzó su vida gracias a la instalación de estación Cerro Blanco del Ferrocarril Puerto Deseado a Colonia Las Heras el 7 de octubre de 1914. La estación fue emplazada en el kilómetro 80.9 y pensada inicialmente como de tercera clase. No obstante, su uso se tornó inferior a esa categoría ya que se desempeñaba como «embarcadero» de servicios de pasajeros, cargas y hacienda. En el informe de 1958 se especificó: «Se emita guía, con indicación del embarcadero, a o de la estación más allá. Habilitado únicamente para el recibo de cargas únicamente por vagón completo y con flete pagado en procedencia y para el despacho también por vagón completo con flete a pagar en destino». Llamativamente, era una de las pocas estaciones de este tipo con infraestructura para hacienda que aun ofrecía este servicio. Para sus tareas se valía de: apartadero 623 m, corral 577 m², rampa de costado y caseta caminero. Además, Cerro Blanco contaba con agua relativamente al alcance por tener la capa freática a 20 m.
Por otro lado, el 11 de julio de 1921, por decreto de carácter general, el Poder Ejecutivo Nacional dispuso que la Dirección de Tierras del Ministerio de Agricultura, previera reservas para la formación de pueblos en los Territorios Nacionales, específicamente en el norte de la Provincia de Santa Cruz, entre ellos el poblado de Cerro Blanco, que según el censo de Territorios Nacionales de 1920 vivían en los alrededores de la localidad unas 60 personas. El mismo decreto de creación de Cerro Blanco y los demás pueblos autorizó a que el trazado de estos pueblos sea hecho en cada caso sobre una superficie de 2.000 has., siempre que pueda destinarse de esas tierras a la agricultura y reservas para descanso de haciendas.
Aunque formalmente se declararon 60 habitantes no se especificó si los mismos estaban en torno a la estación o eran la sumatoria de estancias en los alrededores. La importancia poblacional hizo que se creara en el sitio estafeta postal habilitada el 13 de septiembre de 1928, la cual fue clausurada el 8 de agosto de 1930. La rápida decadencia de la zona fue confirmada por la Guía de Correos y Telégrafos de 1934 que omite a Cerro Blanco y solo nombra algunas poblaciones en el ramal de más de 100 habitantes.
Un informe de 1951 confeccionado por la ex Gobernación Militar de Comodoro Rivadavia detalló las estaciones y localidades más importantes del ferrocarril y Cerro Blanco no fue mencionada. Su rápido despoblamiento en parte es explicado la languidez del funcionamiento del ferrocarril que en un principio se enlazaba con las estancias mediante pesadas chatas que acarreaban la producción a las estaciones más cercanas. Luego estas fueron reemplazadas por el camión que se desplazaba desde las estancias directamente hasta el puerto.
El acentuado declive se terminó confirmado en el informe del Ferrocarril Patagónico efectuado en 1957. El mismo enumera las localidades significativas de todo el Ferrocarril de Puerto Deseado a Las Heras. La lista solo menciona con detalle las cifras poblacionales de Deseado y Las Heras. En tanto, las demás poblaciones intermedias entre ambas punta de rieles fueron clasificadas de escasa población y sumaron entre todas apenas 1500 habitantes. 
Uno de los últimos registros de la localidad se dio en un mapa del instituto geográfico militar de los años 1960. En este documento se escribió el nombre de la estación-localidad con tinta tenue lo que indicaba baja importancia para el ferrocarril o poca cantidad poblacional.
El tren finalizó sus operaciones en julio de 1978, lo que acentuó el éxodo de la poca población que aun prevalecía.
Ya para inicios de los años 1990 solo se podía encontrar en pie el andén de la estación. Siendo su falta de población, en torno a la estación, el principal motivo de su depredación. Hoy en día se encuentra totalmente destruida por obra del vandalismo sin control y el feroz clima patagónico. Sólo quedan en pie las paredes de la casa del jefe de estación y es posible observar las trazas del andén.
Luego del cierre del ferrocarril, Cerro Blanco y su entorno rural no volvieron a ser aludidas por censos y medios de comunicación. De este modo, la memoria de la localidad pronto se perdió en forma definitiva aunque mantenga leve o nula población rural. No obstante, algunos mapas aun recogen el nombre de la población como es el caso de Google Maps.
El 8 de julio de 2008, en un acto realizado en la Casa Rosada por Cristina Fernández de Kirchner, la Secretaría de Transporte, a cargo de Ricardo Jaime y dependiente del Ministerio de Planificación de Julio De Vido, adjudicó el reacondicionamiento y rehabilitación del tren patagónico.No obstante, Cerro Blanco no fue incluida en la lista de los puntos a rehabilitar. A pesar de esto, si fue nombrada en el mapa del proyecto que presenta el trazado ferroviarios y las estaciones más importantes.Tras la gran suma invertida por el estado y la inauguración en 2015 de las obras por parte del gobierno peronista, el ferrocarril no volvió a funcionar y gobierno fue acusado de un perjuicio de $92.000.000 de obra pública malversada.
En octubre de 2024 el gobernador Claudio Vidal anticipó que trabaja en el proyecto de recuperación del ferrocarril. El político aseguró que el tren cubriría los 285 kilómetros de recorrido y volvería a pasar por las estaciones Las Heras, Piedra Clavada, Koluel Kayke, Pico Truncado, Minerales, Fitz Roy, Jaramillo, Tellier y Puerto Deseado. A pesar de no ser mencionada Cerro Blanco entre las estaciones a rehabilitar; si fue nombrada en el mapa del proyecto que presenta el trazado ferroviarios y las estaciones más importantes.

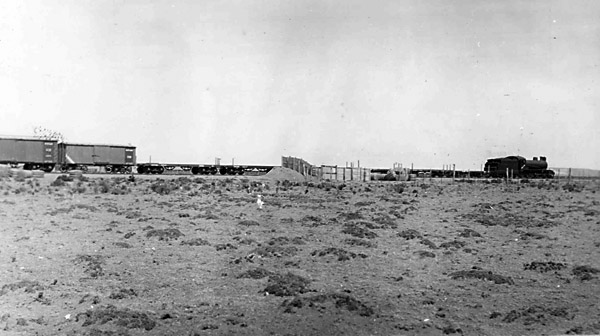
Instalaciones de Cerro Blanco recibiendo un convoy.